# Нусдорф (Кимгау)
Нусдорф (нем. Nußdorf) — община в Германии, в земле Бавария.
Подчиняется административному округу Верхняя Бавария. Входит в состав района Траунштайн. Население составляет 2456 человек (на 31 декабря 2010 года). Занимает площадь 16,12 км².
Община подразделяется на 10 сельских округов.